# مغول اعظم (فیلم ۱۹۶۰)
مغول اعظم (هندی: मुग़ल-ए-आज़म) فیلمی حماسی تاریخی به کارگردانی کی. آصف است که در سال ۱۹۶۰ در هند منتشر شد. از بازیگران آن می‌توان به پریتویراج کاپور، مدهوبالا، دورگا کوته، ودیلیپ کومار اشاره کرد. داستان فیلم رابطه عاشقانه ممنوعه شاهزاده سلیم مغول (که به شاهنشاه جهانگیر تبدیل شد) و انارکلی، رقصنده ای با رتبه پایین درباری را دنبال می‌کند. پدر سلیم، شاهنشاه اکبر کبیر، این رابطه را تأیید نمی‌کند و همین موضوع منجر به جنگ خونین بین پدر و پسر می‌شود.
در واقع ایده ساخت فیلم پرهزینه مغول اعظم در سال ۱۹۴۴ آغاز شده بود، زمانی کی. آصف نمایشنامه ای به نام انارکلی (که در سال ۱۹۲۲ توسط امتیاز علی تاج نمایشنامه نویس نوشته شده بود) را خواند که داستانش در دوره سلطنت امپراتور اکبر (۱۵۵۶–۱۶۰۵) می‌گذشت. در ابتدا تولید این فیلم با تأخیر و مشکلات مالی مواجه شد. قبل از شروع فیلمبرداری اصلی آن در اوایل دهه ۱۹۵۰، این پروژه چندین سرمایه‌گذار را از دست داده بود و در طول ایده پردازی این فیلم چندین بار تغییر بازیگران را تجربه کرد. فیلم مغول اعظم در زمان خود پر هزینه‌ترین فیلم هندی تمام دوران‌ها بود به طوری که بودجه ساخت سکانس مشهور رقص مدهوبالا با آهنگ «پیار کیا تو درنا کیا» (چرا بترسیم وقتی عاشق شدیم؟) از بودجه ساخت بسیاری از فیلم‌های زمان خودش بیشتر بود. این سکانس بر خلاف فیلم اصلی که سیاه و سفید بود، تمام رنگی ضبط شده‌است. موسیقی متن این فیلم با الهام از موسیقی کلاسیک و فولکلور هندی شامل ۱۲ آهنگ است که توسط خواننده مشهور لتا منگیشکر به همراه محمد رفیع، شمشاد بیگم و باده غلامعلی خان خواننده کلاسیک صداگذاری شده‌است و اغلب در میان بهترین آهنگ‌های تاریخ سینمای هند یاد می‌شود.
مغول اعظم تا آن زمان بیشترین اکران را در بین هر فیلم هندی داشت و مخاطبان اغلب تمام روز را برای تهیه بلیت در صف می‌ایستادند. این فیلم که در ۵ اوت ۱۹۶۰ اکران شد، رکوردهای باکس آفیس را در هند شکست و به پرفروش‌ترین فیلم هندی تبدیل شد، امتیازی که برای ۱۵ سال حفظ کرد. جوایز اعطا شده به این فیلم شامل یک جایزه ملی فیلم و سه جایزه فیلم فیر در هشتمین دوره جوایز فیلم فیر است. مغول اعظم اولین فیلم هندی سیاه و سفیدی بود که به صورت دیجیتالی رنگی شد و اولین فیلمی بود که در هر زبانی دوباره اکران شد. نسخه رنگی که در ۱۲ نوامبر ۲۰۰۴ منتشر شد، یک موفقیت تجاری بزرگ نیز بود.
این فیلم به‌طور گسترده‌ای به عنوان نقطه عطفی در ژانر خود در نظر گرفته شده‌است و منتقدان این فیلم را به خاطر عظمت و توجه به جزئیات، و بازی بازیگرانش (به ویژه مدهوبالا، که نامزد دریافت جایزه فیلم فیر برای بهترین بازیگر زن شد) تحسین می‌کنند. محققان سینما از نمایش فیلم مغول اعظم به عنوان مضامین ماندگار استقبال کرده‌اند، اما صحت تاریخی وقایع فیلم مشخص نیست.
فیلم در ۵ اوت ۱۹۶۰ اکران شد، رکوردهای گیشه در هند را شکست و به پرفروش‌ترین فیلم هندی در تمام ادوار تبدیل شد، رکوردی که به مدت ۱۵ سال حفظ کرد. از جمله افتخارات این فیلم دریافت یک جایزه ملی فیلم و سه جایزه فیلم‌فیر از هشتمین دوره جوایز فیلم‌فیر است.
در جای جای این فیلم فرهنگِ پارسی به چشم می‌خورد. برای نمونه در بخشی از این فیلم فالی از دیوان حافظ گرفته می‌شود و به پارسی نیز خوانده می‌شود.

## داستان
پادشاه جلال الدین محمد اکبر که سلطنتش بر سرتاسر سرزمین هندوستان سایه افکنده برای حاجت خود که داشتن وارث است با پای پیاده به درگاه شیخ سلیم چشتی، صوفی و حکیم مشهور می‌رود و دست به دامان شیخ خواسته خود را می‌گوید. شیخ به شاهنشاه می‌گوید که به آگرا برگردد چرا که حاجتش برآورده خواهد شد. بالاخره اکبر از ملکه جودا صاحب اولادی می‌شود و نامش را سلیم می‌گذارد. در روز تولد سلیم، کنیزی درباری نوید تولد یک پسر را به شاهنشاه می‌دهد. اکبر که از مستجاب شدن دعایش بسیار خوشحال شده بود، انگشتر خود را به کنیز می‌دهد و به او قول می‌دهد که در آینده هر خواسته‌ای داشته باشد شاهنشاه بدون چون و چرا می‌پذیرد. سلیم در کودکی سربه هوایی و مستی و شرابخواری را پیشه خود می‌کند و پدرش برای اینکه از وی یک انسان شایسته بسازد او را راهی میدان نبرد می‌کند. چهارده سال بعد شاهزاده سلیم به یک جوان برومند و شجاع تبدیل می‌شود و در میدان نبرد پیروزی‌هایی را برای سلطنت مغول ارمغان می‌آورد، اکبر که از دلاوری‌های ولیعهد به وجد آمده دستور بازگشت سلیم به پایتخت را می‌دهد. با بازگشت سلیم به قصر، آشوبی در دل دختران حاضر در قصر ایجاد می‌شود، ملکه جودا به مناسبت بازگشت پسرش جشن باشکوهی ترتیب می‌دهد و به سنگتراش دستور می‌دهد بهترین مجسمه هندوستان را بسازد، سنگتراش هم قول می‌دهد مجسمه ای بسازد که سرباز در پیشگاهش شمشیرش، فرمانروا تاجش و انسان قلبش را تقدیمش کند. اما موفق به ساختنش نمی‌شود و ساخت مجسمه به تأخیر میفتد. او که به شدت از خشم اکبر هراس دارد، دختری به نام نادره را راضی می‌کند که به مدت سه شب جای مجسمه بایستد و وانمود کند مجسمه است. سلیم که ادعای سنگتراش را شنیده بود بسیار کنجکاو می‌شود که ببیند ادعای سنگتراش تا چه حد درست است، پرده را کنار می‌زند و مجسمه را می‌بیند. با اولین نگاه دلباخته مجسمه شده و هنر خالق مجسمه را می‌ستاید اما نمی‌داند که آن مجسمه ای که دیوانه وار دلباخته اش شده در واقع یکی از کنیزان قصر است. نادره هویت خود را نزد اکبر و پسرش سلیم فاش می‌کند، شاهنشاه از جسارت نادره خوشش می‌آید و به خاطر زیبایی آن دختر به او لقب انارکلی (شکوفه انار) می‌دهد. سلیم نامه ای به دخترک می‌نویسد و در آن اعتراف می‌کند که به شدت دلباخته اش شده و شب و روز در خیالاتش دیدار او را طلب می‌کند. انارکلی از ترس شاهنشاه نامه ای به شاهزاده می‌نویسد و عشق سلیم را رد می‌کند، چرا که عاشقانهٔ یک شاهزاده با یک رقصنده درباری محکوم به فناست و رسوایی به همراه دارد. اما سلیم قبول نمی کند، انارکلی عشق سلیم را می‌پذیرد و به زودی رابطه پنهانی و آتشینی در اندرونی قصر شاهنشاه اکبر شکل می‌گیرد. اما طولی نمی‌کشد که این رابطه توسط رقصندهٔ حسودی به نام بهار افشا می‌شود. بهار می‌خواهد شاهزاده او را دوست داشته باشد تا روزی ملکه هندوستان شود. او که در جلب عشق سلیم ناموفق است برای انتقام از انارکلی زیبا، حقیقت رابطه سلیم و انارکلی را برای اکبر افشا می‌کند. اکبر به اتاق سلیم می‌رود و انارکلی زیبا را در آغوش سلیم میابد (اکبر هم پنهانی دلباخته انارکلی شده و از اینکه انارکلی سلیم را برگزیده عصبانی می‌شود) برای انتقام معشوقه شاهزاده را به بند می‌کشد. با گذشت یک شب از حبس انارکلی اکبر خیال می‌کند که انارکلی عشقش را فراموش کرده، پس شرط می‌گذارد: در صورتی انارکلی می‌تواند به زندگی اش ادامه دهد که شاهزاده را متقاعد کند که هرگز عاشق او نبوده و در خلوت با او تنها خیال تخت شاهنشاهی هندوستان را داشته سپس می‌تواند آزادی خود را بدست آورده و برای همیشه از آگرا برود. انارکلی ناگزیر می‌پذیرد و از سیاهچال قصر نجات پیدا می‌کند، سلیم از آزادی انارکلی بسیار خوشحال می‌شود اما بهار به او می‌گوید که معشوقه اش در ازای زیر پا گذاشتن عشق سلیم توانسته از زندان آزاد شود. سلیم که حرف‌های بهار را باور کرده‌است در میابد عشق دختر دروغی بیش نبوده، پس عصبانی می‌شود و انارکلی را از خود می‌راند. انارکلی در جشن نوروز در دربار حضور پیدا می‌کند و جلوی تمام درباریان عشقش به سلیم را اعتراف می‌کند. پس از این اتفاق دوباره به بند کشیده می‌شود اما اینبار از عشقش به شاهزاده مطمئن است، سلیم بارها برای نجات معشوقه اش اقدام می‌کند اما اقداماتش توسط پدر سرکوب می‌شود. اکبر که اکنون نه جانشینش برایش مهم است نه عشق انارکلی، دستور می‌دهد سلیم به همراه لشکر سربازان عازم فلات دَکَن شود تا نتواند دوباره اقدامی برای آزادی معشوقه اش بکند. ولیعهد از ترس اینکه مبادا اکبر از روی خشم به انارکلی آسیبی بزند به ناچار عازم میدان نبرد می‌شود. در قیاب معشوق، اکبر سنگتراش را به دربار دعوت می‌کند و به عنوان پاداش به سنگتراش قول ازدواج با انارکلی را می‌دهد. سنگتراش که یکی از دوستان نزدیک سلیم شده‌است، فوراً به میدان جنگ می‌رود و این نیرنگ اکبر را به گوش سلیم می‌رساند. سلیم بر علیه پدر قیام می‌کند و ارتشی را برای مقابله با اکبر و نجات انارکلی جمع می‌کند، انارکلی هم در این بین به کمک یکی از دوستان شاهزاده از زندان فرار کرده و مخفی می‌شود، سلیم بر علیه پدرش مبارزه می‌کند اما در جنگ شکست می‌خورد. او که در جنگ شکست خورده توسط پدرش به اتهام خیانت به وطن و شاهنشاه به اعدام محکوم می‌شود. اکبر به پسرش می‌گوید که اگر انارکلی که اکنون مخفی شده‌است به جای او بمیرد، این حکم لغو خواهد شد اما سلیم نمی‌پذیرد و می‌گوید که حاضر است جانش را برای معشوقه اش فدا کند. پس حکم نهایی می‌شود انارکلی برای نجات جان شاهزاده خود را تسلیم شاهنشاه می‌کند و با زنده به گور شدن به مرگ محکوم می‌شود. قبل از اجرای حکم مرگش، از شاهنشاه می‌خواهد که آخرین خواسته اورا برآورده کند و تنها یک شب ملکه و همسر سلیم باشد (سلیم پیش تر به معشوقه اش وعده تخت سلطنت هندوستان را داده بود). درخواست او پذیرفته می‌شود، اما قبل از برگزاری جشن عروسی ساختگی اکبر به انارکلی داروی خواب‌آوری می‌دهد تا اورا به سلیم بدهد، اینگونه سلیم نمی‌توانست در مرگ معشوقه اش دخالت کند. جشنی برپا می‌شود و انارکلی با لباس عروس به ملاقات شاهزاده اش می‌رود، دارو را به سلیم می‌دهد و اورا بیهوش می‌کند. پس از وداع با سلیم، اکبر دستور می‌دهد دیواری در قصر بسازند و انارکلی را درون دیوار دفن کنند، به اکبر یادآوری می‌شود که او هنوز مدیون لطف مادر انارکلی است، زیرا او همان کنیزی بود که نوید تولد جانشین سلطنت مغول‌ها را به گوش شاهنشاه رساند. مادر انارکلی برای جان دخترش به اکبر التماس می‌کند، اما اکبر با اینکه می‌خواهد انارکلی را آزاد کند، به دلیل وظیفه ای که در قبال حکومتش دارد، نمی‌تواند؛ بنابراین او ترتیب فرار مخفیانه او را با مادرش می‌دهد، اما از آنها می‌خواهد که تا ابد در گمنامی زندگی کنند تا سلیم هرگز متوجه زنده بودن انارکلی نشود.

## بازیگران
- دیلیپ کومار در نقش شاهزاده نورالدین محمد سلیم(جهانگیرشاه)
- پریتویراج کاپور درنقش جلال الدین محمد اکبر (اکبر کبیر)
- مدهوبالا در نقش نادره (انارکلی)
- دورگا کوته در نقش مریم الزمانی (جودا بای)
- آجیت خان در نقش دورجان سینگ